# Álvaro Cobo Soto
Álvaro José Cobo Soto (Cali, 28 de octubre de 1954-Bogotá,  8 de noviembre de 2016) fue un político y abogado colombiano. Fue presidente de Asocajas desde 2003 hasta su muerte.

## Biografía
Álvaro Cobo Soto nació en Cali, donde estudió derecho en la Universidad de San Buenaventura. Se desempeñó en el sector público y privado. Fue alcalde encargado de Cali, director de Valorización de esa ciudad y gerente de EMCALI. ocupó a lo largo de su vida profesional importantes cargos en el sector público como Viceministro de Defensa, director general de Vivienda en el Ministerio de Desarrollo Económico, Alcalde encargado de la ciudad de Cali y Gerente de Emcali, director general de Vivienda del Ministerio de desarrollo Económico y gerente encargado del Inurbe.
Fue columnista de opinión en medios nacionales como El País, La República, El Tiempo y El Espectador. Recientemente el Senado de la República le otorgó la Orden del Congreso en el grado de Caballero, como reconocimiento a la labor desarrollada y servicios prestados a la sociedad colombiana. Así mismo, la Cámara de Representantes lo condecoró con el Consejo de la Orden de la Democracia Simón Bolívar en el grado de Cruz Caballero.
También recibió la designación como presidente de la Comisión Técnica de Servicios Sociales en la Organización Iberoamericana de Seguridad Social (OISS), por su trabajo y compromiso con la seguridad social. Y desde Asocajas, en cabeza de su Junta Directiva, se le distinguió con el premio Vida y Obra en el sector social. En el sector privado se desempeñó como gerente de Vivienda Social y Servicios Públicos de la Constructora Meléndez S.A. gerente Fiduciaria Alianza S.A. subdirector de Desarrollo Institucional Comfandi. Falleció en Bogotá el 7 de noviembre de 2016 tras complicarse de cáncer de páncreas.